# سفارة الولايات المتحدة في أستراليا
سفارة الولايات المتحدة في أستراليا هي أرفع تمثيل دبلوماسي لدولة الولايات المتحدة لدى أستراليا. تقع السفارة في مقاطعة العاصمة الأسترالية وهي تهدف لتعزيز المصالح الأمريكية في أستراليا.

## وصلات خارجية
- الموقع الرسمي
- قائمة سفارات الولايات المتحدة
- قائمة السفارات في أستراليا